# Encreuament

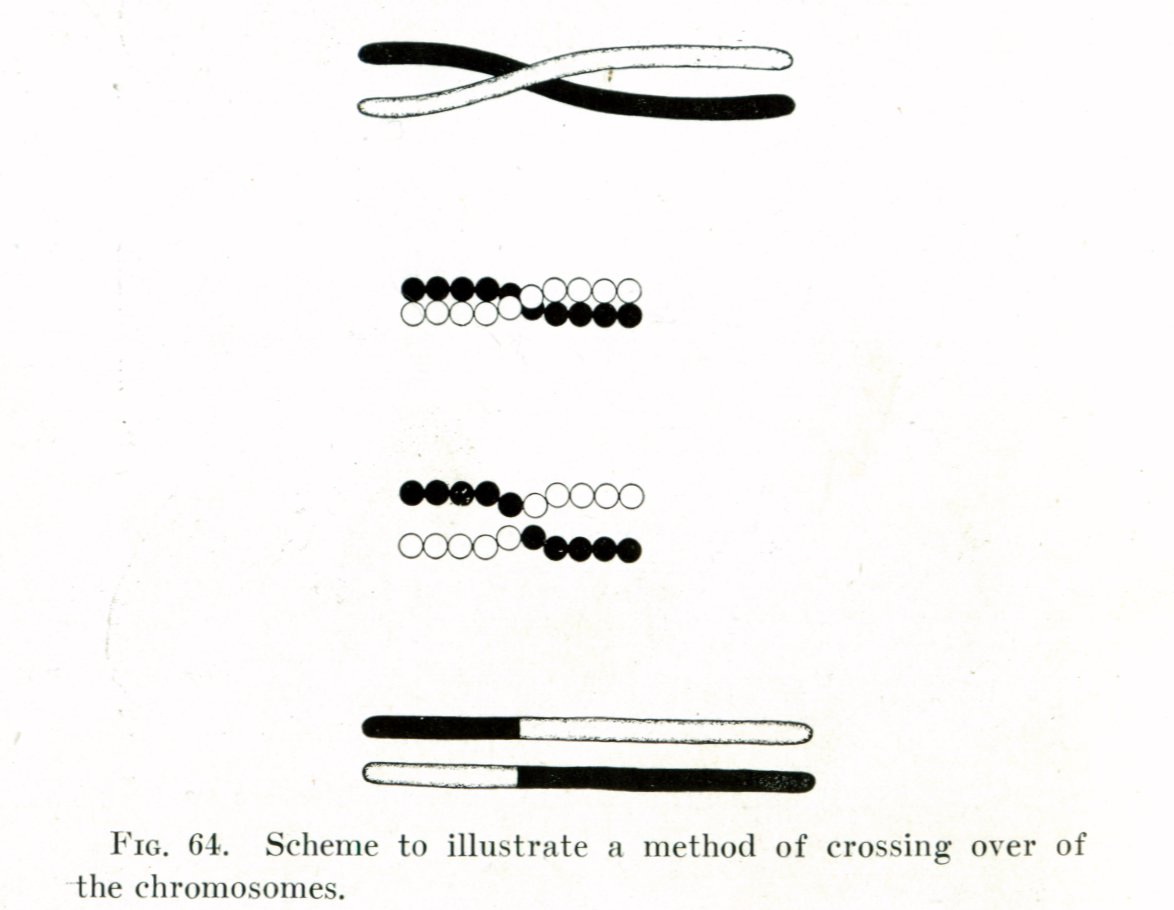
Dibuix de Thomas Hunt Morgan sobre l'entrecreuament cel·lular (1916).

L'entrecreuament és el procés pel qual les cromàtides de cromosomes homòlegs s'aparellen i intercanvien seccions del seu ADN. La sinapsi comença abans que es desenvolupi el complex sinaptonèmic, i no està completa fins prop del final de la profase 1. L'entrecreuament usualment es produeix quan s'aparellen les regions en les ruptures del cromosoma i després es reconnecten a l'altre cromosoma. El resultat d'aquest procés és un intercanvi de gens, anomenat recombinació genètica. Els entrecreuaments cromosòmics també es presenten en organismes asexuals i en cèl·lules somàtiques, ja que són importants formes de reparació de l'ADN.

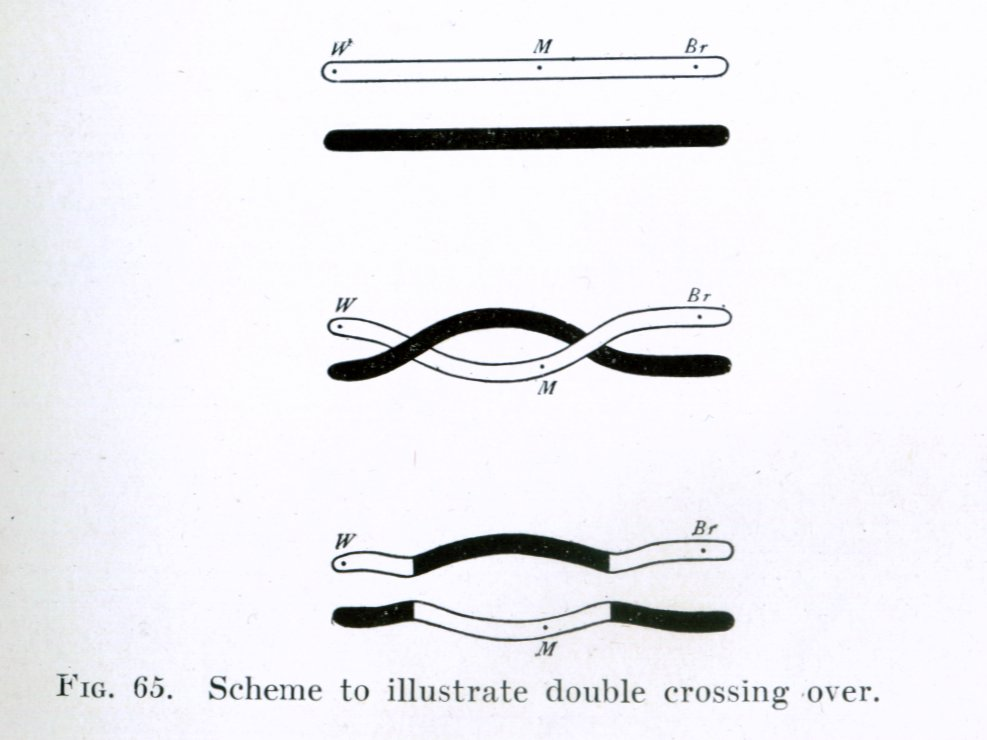
Un doble entrecreuament.

La recombinació genètica consisteix en la fragmentació i recomposició dels cromosomes parentals.

L'entrecreuament va ser descrit, en teoria, per Thomas Hunt Morgan. Ell es va recolzar en el descobriment de Frans Alfons Janssens de la Universitat de Lovaina qui ja va descriure aquest fenomen el 1909. El terme quiasma està relacionat o és gairebé idèntic amb el d'entrecreuament cromosòmic.
Les bases físiques de l'entrecreuament van ser demostrades primer per Harriet Creighton i Barbara McClintock el 1931.